# Валинда
Валинда (англ. Valinda) — статистически обособленная местность, расположенная в округе Лос-Анджелес (штат Калифорния, США) с населением в 21 776 человек по статистическим данным переписи 2000 года.

## География
По данным Бюро переписи населения США статистически обособленная местность Валинда имеет общую площадь в 5,18 квадратных километров, водных ресурсов в черте населённого пункта не имеется.
Статистически обособленная местность Валинда расположена на высоте 106 метров над уровнем моря.

## Демография
По данным переписи населения 2000 года в статистически обособленной местности проживало 21 776 человек, 4258 семей, насчитывалось 4753 домашних хозяйств и 4851 жилой дом. Средняя плотность населения составляла около 4181,8 человек на один квадратный километр. Расовый состав по данным переписи распределился следующим образом: 40,47 % белых, 2,46 % — чёрных или афроамериканцев, 1,18 % — коренных американцев, 9,42 % — азиатов, 0,19 % — выходцев с тихоокеанских островов, 5,19 % — представителей смешанных рас, 41,08 % — других народностей. Испаноговорящие составили 74,72 % от всех жителей статистически обособленной местности.
Из 4753 домашних хозяйств в 52,2 % — воспитывали детей в возрасте до 18 лет, 66,3 % представляли собой совместно проживающие супружеские пары, в 15,7 % семей женщины проживали без мужей, 10,4 % не имели семей. 7,1 % от общего числа семей на момент переписи жили самостоятельно, при этом 3,3 % составили одинокие пожилые люди в возрасте 65 лет и старше. Средний размер домашнего хозяйства составил 4,57 человек, а средний размер семьи — 4,64 человек.
Население статистически обособленной местности по возрастному диапазону по данным переписи 2000 года распределилось следующим образом: 34,3 % — жители младше 18 лет, 10,9 % — между 18 и 24 годами, 30 % — от 25 до 44 лет, 17,8 % — от 45 до 64 лет и 7 % — в возрасте 65 лет и старше. Средний возраст жителей составил 28 лет. На каждые 100 женщин в приходилось 98,6 мужчин, при этом на каждые сто женщин 18 лет и старше приходилось 96,1 мужчин также старше 18 лет.
Средний доход на одно домашнее хозяйство в статистически обособленной местности составил 49 578 долларов США, а средний доход на одну семью — 49 653 доллара. При этом мужчины имели средний доход в 28 388 долларов США в год против 25 330 долларов среднегодового дохода у женщин. Доход на душу населения в статистически обособленной местности составил 12 949 долларов в год. 10,5 % от всего числа семей в округе и 12,8 % от всей численности населения находилось на момент переписи населения за чертой бедности, при этом 16 % из них были моложе 18 лет и 10 % — в возрасте 65 лет и старше.